# Puyhuan (Cajatambo)
Puyhuan es un despoblado peruano ubicado en el distrito de Gorgor, perteneciente a la provincia de Cajatambo del departamento de Lima, al centro oeste del Perú. 

## Ubicación
Puyhuan se ubica al sur de la provincia de Cajatambo, en el distrito de Gorgor, en el departamento de Lima.

## Demografía
En 2017 Puyhuan no tuvo a ningún habitante empadronado.